# Arceuthobium gillii
Arceuthobium gillii är en sandelträdsväxtart som beskrevs av Hawksworth och Delbert Wiens. Arceuthobium gillii ingår i släktet Arceuthobium och familjen sandelträdsväxter.

## Underarter
Arten delas in i följande underarter:
- A. g. gillii
- A. g. nigrum